# Villmar
Villmar est une municipalité allemande située dans l'arrondissement de Limbourg-Weilbourg et dans le land de la Hesse.

## Histoire
| Appartenances historiques Électorat de Trèves 1596-1803 Nassau-Weilbourg 1803-1806 Duché de Nassau 1806-1866 Royaume de Prusse (Province de Hesse-Nassau) 1866-1918 République de Weimar 1918-1933 Reich allemand 1933-1945 Allemagne occupée 1945-1949 Allemagne 1949-présent |

## Personnalités liées à la ville
- Gustav Münch (1843-1910), homme politique né au Hof Traisfurt.
- Hermann Hepp (1859-1919), homme politique né et mort à Seelbach.

## Jumelage
- Králíky (Tchéquie)